# Маунтенсайд (Нью-Джерсі)
Маунтенсайд (англ. Mountainside) — місто (англ. borough) в США, в окрузі Юніон штату Нью-Джерсі. Населення — 7020 осіб (2020).

## Географія
Маунтенсайд розташований за координатами 40°40′51″ пн. ш. 74°21′37″ зх. д. / 40.68083° пн. ш. 74.36028° зх. д. (40.680722, -74.360292).  За даними Бюро перепису населення США в 2010 році місто мало площу 10,49 км², з яких 10,38 км² — суходіл та 0,11 км² — водойми.

## Демографія
Згідно з переписом 2010 року, у селищі мешкало 6685 осіб у 2468 домогосподарствах у складі 1867 родин. Було 2558 помешкань
Расовий склад населення:
| - 91,3 % — білих - 4,9 % — азіатів - 2,0 % — чорних або афроамериканців |

До двох чи більше рас належало 1,4 %. Частка іспаномовних становила 6,1 % від усіх жителів.
За віковим діапазоном населення розподілялося таким чином: 23,2 % — особи молодші 18 років, 53,1 % — особи у віці 18—64 років, 23,7 % — особи у віці 65 років та старші. Медіана віку мешканця становила 47,2 року. На 100 осіб жіночої статі у селищі припадало 92,7 чоловіків;  на 100 жінок у віці від 18 років та старших — 88,1 чоловіків також старших 18 років.
Середній дохід на одне домашнє господарство  становив 188 366 доларів США (медіана — 133 571), а середній дохід на одну сім'ю — 208 461 долар (медіана — 151 681). За межею бідності перебувало 4,6 % осіб, у тому числі 6,6 % дітей у віці до 18 років та 2,5 % осіб у віці 65 років та старших.
Цивільне працевлаштоване населення становило 2985 осіб. Основні галузі зайнятості: освіта, охорона здоров'я та соціальна допомога — 18,7 %, науковці, спеціалісти, менеджери — 14,5 %, фінанси, страхування та нерухомість — 13,5 %.